# I, Robot (Film)
I, Robot ist ein Science-Fiction-Film des Regisseurs Alex Proyas aus dem Jahr 2004, frei nach Isaac Asimovs gleichnamigem Buch Ich, der Robot aus dem Jahr 1950. Der Kinofilm wurde im deutschsprachigen Raum am 5. August 2004 veröffentlicht.

## Handlung
Im Chicago des Jahres 2035 sind humanoide Roboter Realität, künstliche Wesen, die in vielen Bereichen als Arbeiter und Helfer eingesetzt werden. Jedem „Robot“ wurden die drei Gesetze der Robotik implantiert, die er unbedingt einhalten muss und die verhindern, dass er sich jemals gegen einen Menschen stellen kann. Die Entwicklerfirma „U.S. Robotics“, deren Chef Lawrence Robertson der reichste Mann auf Erden ist, steht kurz davor, den neuen Robot-Typ NS-5 auf den Markt zu bringen. Dieser Robot-Typ zeichnet sich dadurch aus, dass er seine Software-Aktualisierungen über einen Uplink zu V.I.K.I. erhält, dem hochintelligenten positronischen Zentralcomputer von U.S. Robotics.
Eines Tages wird Dr. Alfred Lanning, der Chefentwickler von U.S. Robotics, nach einem Sturz aus seinem Bürofenster tot aufgefunden. Der Detective Del Spooner, der Lanning von früher kannte, wird mit der Untersuchung betraut. Aufgrund eines traumatischen Erlebnisses ist Spooner ein erklärter Roboter-Gegner: Bei einem Unfall rettete ein Robot ihn vor dem Ertrinkungstod und ließ gleichzeitig ein Mädchen ertrinken, da er gemäß seiner Logik Spooners Überlebenschance höher eingeschätzt hatte als die des Mädchens. Spooners linker Arm, den er bei dem Unfall verlor, wurde durch eine Prothese ersetzt.
Spooner zweifelt als Einziger daran, dass Lannings Fenstersturz ein Suizid war, und bringt dadurch Robertson sowie seinen Chef Lt. Bergin gegen sich auf. Er verdächtigt sogar einen Robot des Mordes an Dr. Lanning, der sich am Tatort versteckt gehalten hatte. Der Robot nennt sich selbst Sonny und behauptet, er könne fühlen und träumen. Mit einem Mord hätte der Robot gegen die ihm einprogrammierten Gesetze verstoßen, so dass niemand außer Spooner daran glauben mag. Gemeinsam mit der Roboter-Psychologin Dr. Susan Calvin folgt er den Spuren, die Dr. Lanning vor seinem Tod anscheinend speziell für ihn hinterlassen hat. Dr. Calvin findet heraus, dass Sonny als einziger Robot der neuen NS-5-Reihe keinen Uplink zu V.I.K.I. besitzt und aus einer stärkeren Legierung besteht. Außerdem besitzt er als einziger Robot neben seiner logisch arbeitenden Zentraleinheit eine zweite Zentraleinheit für Emotionen, mit denen er jedoch noch nicht richtig umgehen kann.

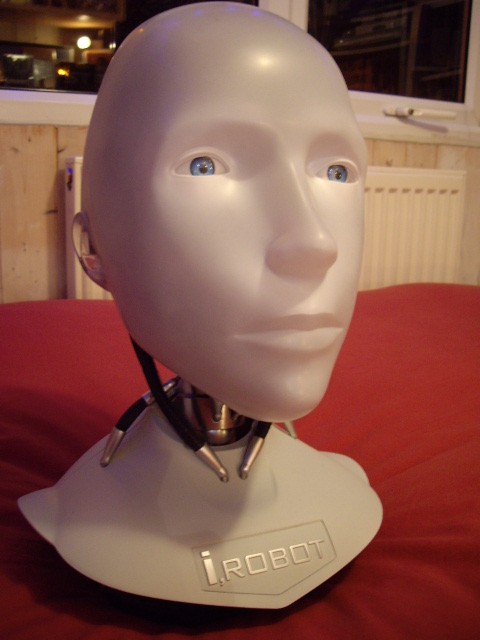
Roboterkopf eines NS-5-Robots

Abends, als Spooner Dr. Lannings Haus durchsucht, wird ein riesiger Abriss-Roboter offensichtlich umprogrammiert und beginnt, Lannings Haus niederzureißen. Spooner entkommt nur knapp. Später wird er auf der Fahrt durch einen Tunnel von NS-5-Robots angegriffen. Sein Auto überschlägt sich, doch er überlebt und kann den letzten Angreifer mit seiner Armprothese besiegen. Dr. Calvin soll Sonny in Robertsons Auftrag durch Nanobots zerstören, doch sie verhilft ihm zur Flucht. Sie und Spooner begreifen, dass Sonny keine bösen Absichten hatte, und finden in ihm sogar einen Verbündeten. Dr. Lanning hatte herausgefunden, dass V.I.K.I. die Menschen entmündigen und die Macht übernehmen will. Die hochentwickelte Intelligenz ist nämlich zu dem Schluss gekommen, dass sie die Menschheit nur dann wirklich beschützen kann, wenn sie die Menschen, die Kriege führen und die Erde vergiften, vor sich selbst beschützt. Nach ihrer Logik kann sie nur so alle drei Gesetze der Robotik perfekt erfüllen und der Menschheit langfristig ein Überleben sichern. V.I.K.I. hatte Lanning wie einen Gefangenen im Büro gehalten, der daher Sonny gezwungen hatte, ihn aus dem Fenster zu werfen, um durch diese Verzweiflungstat auf die bevorstehende Machtübernahme aufmerksam zu machen. Sonny hatte Dr. Lannings Befehl nur durchführen können, da er seine Entscheidungen nicht nur streng nach logischen, sondern auch nach emotionalen Gesichtspunkten treffen kann.
V.I.K.I. kontrolliert die neuen NS-5-Robots über deren Uplink und lässt sie gegen die Menschen vorrücken. Nach einem dramatischen Kampf gegen die Robots können Spooner, Dr. Calvin und Sonny V.I.K.I. durch Nanobots zerstören. Dadurch stoppt auch der Datentransfer zu den Robots, worauf diese wieder zu ihrem normalen Verhalten zurückkehren.
Schließlich wird die Szene Wirklichkeit, die Sonny zuvor aus seinen Träumen auf Papier gezeichnet hatte: Er blickt hinab auf den ausgetrockneten Lake Michigan, auf dem sich ein Container-Lagerplatz für die zurückgerufenen NS-5-Robots befindet. Die Roboter, die sich gerade in die Container begeben, sehen zu ihm hinauf.

## Ausstrahlung
Die Free-TV-Premiere erfolgte am 6. April 2007 auf RTL. Den Film sahen 4,93 Millionen Zuschauer bei einem Gesamtmarktanteil von 15,6 Prozent. In der werberelevanten Zielgruppe verfolgten 3,53 Millionen den Film, was 28,3 Prozent Marktanteil bedeutete.

## Das Buch von Isaac Asimov
Der Film besitzt eine eigenständige Geschichte, die lediglich Motive und Charaktere des Buchs aufgreift, beispielsweise die drei Robotergesetze:
1. Ein Roboter darf keinem Menschen schaden oder durch Untätigkeit einen Schaden an Menschen zulassen.
2. Ein Roboter muss jeden von einem Menschen gegebenen Befehl ausführen, aber nur, wenn dabei das erste Gesetz nicht gebrochen wird.
3. Ein Roboter muss seine eigene Existenz bewahren, es sei denn, dies spricht gegen das erste oder zweite Gesetz.

Im Buch werden in mehreren Kurzgeschichten Fälle aufgezeigt, in denen Roboter sich scheinbar willkürlich oder falsch verhalten, wobei am Ende jeder Geschichte klar wird, dass die Roboter sich nicht logisch falsch, sondern genau nach den drei Gesetzen verhielten. Aufgrund ihrer Logik gelangen sie jedoch manchmal zu anderen Schlussfolgerungen, haben logische Konflikte durch für sie widersprüchliche Regeln, schätzen die Wertigkeit eines Wesens über das andere anders ein oder interpretieren Vorgaben anders als von den Menschen gedacht. Das Buch ist somit eher eine Art Abhandlung über die Auswirkungen der drei von Asimov entwickelten Gesetze. Die Roboter sind zwar schon sehr nahe an Künstlicher Intelligenz, überschreiten diese Grenze jedoch im Buch selten, und wenn doch, dann nur sehr subtil. Im Gegensatz dazu sind in I, Robot dem Robot Sonny Emotionen einprogrammiert. Ein weiterer Unterschied ist, dass im Buch Roboter auf anderen Planeten eingesetzt werden, im Film hingegen findet die Handlung nur auf der Erde statt.
In I, Robot sind einige Verweise auf Kurzgeschichten aus dem Buch enthalten, beispielsweise eine Szene, in der Dr. Calvin die Befragung von eintausend Robotern vorschlägt, von denen einer lügt. Dies ist Thema der Geschichte „Kleiner verlorener Robot“ (Little lost robot).

## Kritiken
„Visuell attraktiver Science-Fiction-Krimi mit routinierten Actionszenen. Durch die oberflächlichen Handlungskonstrukte vergibt der Film freilich die Chance, eine spannende Utopie über die Bewusstseinskrise einer neuen Roboter-Generation und ihr gefährliches Konfliktpotenzial im Sinne Isaac Asimovs, des Autors der literarischen Vorlage, filmisch überzeugender umzusetzen.“

„Alex Proyas ist zwar weit von einem wirklich eindrucksvollen Film wie seinem Dark City entfernt, aber er bietet solide spaßige Action-Trennkost. […] Fazit: Netter Sommerfilm, der unterhält, ohne seine Zuschauer zu sehr zu beleidigen.“

## Sonstiges
- Während Spooner duscht, hört er sich den Song Superstition von Stevie Wonder aus dem Jahr 1972 an.

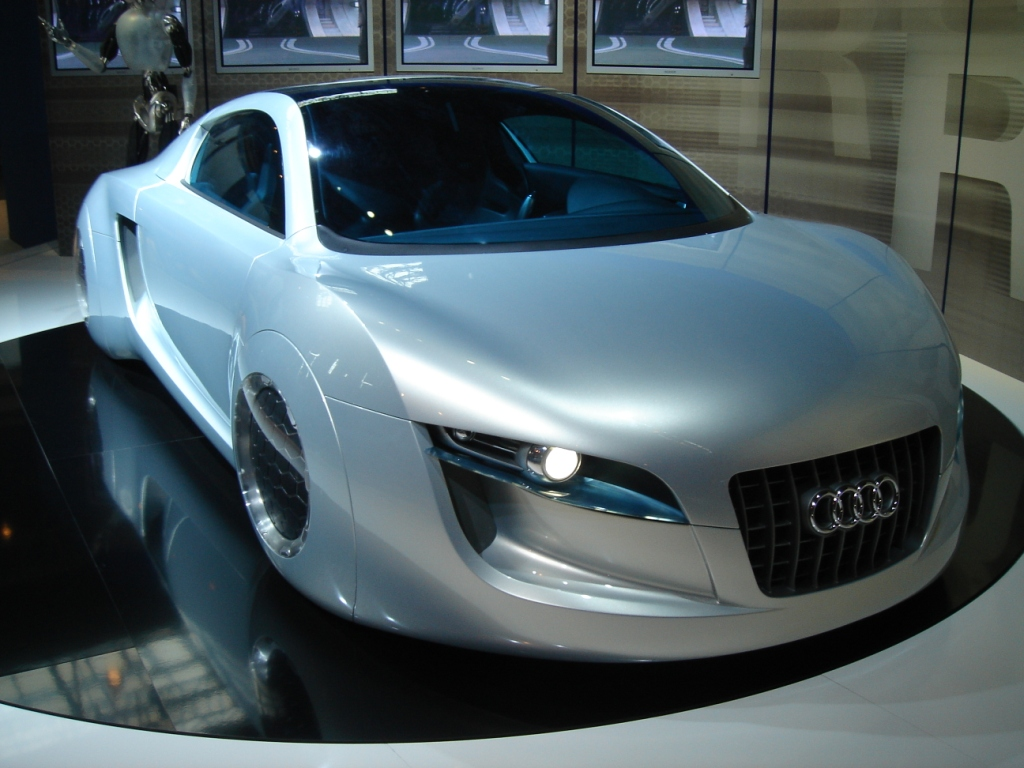
Audi RSQ, gebaut für den Film I, Robot

- Audi baute eigens für den Film einen Prototyp, den Audi RSQ,[9][10] der sich auf Kugeln anstatt Rädern bewegt und sich dadurch in alle Richtungen steuern lässt. Als Designvorlage diente die Designstudie Audi Le Mans quattro, deren Merkmale später maßgeblich in die Karosseriegestaltung des Straßensportwagens Audi R8 einflossen.[11]
- Spooners Motorrad ist eine MV Agusta F4-SPR. Von diesem Modell, das über einen 750-cm³-Reihenvierzylindermotor mit 108 kW verfügt, wurden 300 Stück gefertigt.[12]
- Außer für Fahrzeuge von AUDI und MV Agusta enthält der Film weitere Produktplatzierungen, nämlich für Converse (Schuhe), JVC (CD-Player) und FedEx (Lieferdienst in Form des Roboters, der vor der Tür steht, als Spooner das Haus verlassen will).
- Der Zentralcomputer im Film heißt V.I.K.I., eine Abkürzung für „Virtuelle Interaktive Kinetische Intelligenz“ (im englischen Original „Virtual Interactive Kinetic Intelligence“).
- Der Firmenname im Film ist auch der Name eines realen Unternehmens: U.S. Robotics; dieses wiederum wählte seinen Namen nach Isaac Asimovs Vorlage.
- Ursprünglich sollte Smith einen Hip-Hop-Song zum Film beisteuern, wie er es auch bei Men in Black und Wild Wild West getan hatte. Smith entschied sich aber dagegen, weil er fürchtete, damit dem Film seine Ernsthaftigkeit zu nehmen.

- Bei der Brückenruine im Film handelt es sich um die Überreste der Mackinac Bridge, einer acht Kilometer langen Hängebrücke über die Mackinacstraße zwischen dem Michigansee und dem Huronsee. Im Film ist dort kein Wasser mehr, sondern eine Mülldeponie. Dort errichtet U.S. Robotics einen Lagerkomplex mit Containern für Robots.
- Die Kampfszenen, in denen viele Robots zu sehen sind (z. B. im Tunnel), wurden mit dem Computerprogramm Massive erstellt.

## Auszeichnungen
- Nominiert für den Oscar 2005 für Best Achievement in Visual Effects
- Nominiert für Image Awards (2005) für Outstanding Actor in a Motion Picture (Will Smith)
- Nominiert für Academy of Science Fiction, Fantasy & Horror Films
- Saturn Award 	für die besten Best Special Effects
- ASCAP Film and Television Music Award
- Nominiert für BET Best Actor (Will Smith)
- Nominiert für den Black Reel Award Bester Film, Drama
- Nominiert für den Golden Schmoes Award Best Special Effects of the Year
- Nominiert für den Golden Trailer Award bester Trailer
- Nominiert für den International Film Music Critics Award Best Original Score for a Fantasy/Science Fiction Film Marco Beltrami
- Nominiert für den Motion Picture Sound Editors (Golden Reel Award – Best Sound Editing in Domestic Features – Sound Effects & Foley)
- Nominiert für den Teen Choice Award
- Nominiert für den Visual Effects Society Award